# Keizer Maximiliaan I
Maximiliaan I (Wiener Neustadt, 22 maart 1459 — Wels, 12 januari 1519) was een telg uit het Huis Habsburg. Als enige overlevende zoon van keizer Frederik III werd hij aartshertog van Oostenrijk (als gevolg waarvan hij ook Maximiliaan I van Oostenrijk werd genoemd) met hausmacht aldaar. Vanaf 1508 was hij keizer van het Heilige Roomse Rijk.

## Geschiedenis
Door zijn huwelijk met Maria van Bourgondië in 1477 werd Maximiliaan na haar voortijdige dood in 1482 de feitelijke machthebber over de Nederlanden en de Franche-Comté, als regent voor zijn troongerechtigd vierjarig zoontje Filips, de latere koning-gemaal in Castilië. In 1486 werd hij gekozen tot Rooms-koning en 22 jaar later, in 1508, door paus Julius II tot keizer van het Heilige Roomse Rijk gekroond. Hij was echter de facto al keizer sinds 1493, het jaar waarin zijn vader overleed. In 1490 deed Sigismund van Tirol afstand van zijn bezittingen aan koning Maximiliaan, waardoor deze in het bezit kwam van het graafschap Tirol en Voor-Oostenrijk
Nadat een sluimerend conflict met de stad Gent in 1488 oversloeg naar Brugge, zetten de Brugse stedelingen hem op 5 februari 1488 gevangen en executeerden ze enkele personen van zijn aanhang. In hun strijd om autonomie, die bekend staat als de tweede Vlaamse opstand, hield Brugge hem meer dan vier maanden in de stad gevangen. Op 16 mei werd hij onder voorwaarden vrijgelaten. Hij herriep de voorwaarden, echter pas nadat zijn vader Frederik III met een rijksleger naar Brugge opmarcheerde.
In 1494 viel het Franse leger, onder bevel van koning Karel VIII, Italië binnen, wat leidde tot de Italiaanse Oorlog van 1494 - 1498, de eerste van de Italiaanse Oorlogen. Die konden slechts na zijn dood, in 1525, door de Slag bij Pavia tijdens de Italiaanse Oorlog van 1521 - 1526 in het voordeel van het Rijk worden beslecht.
Maximiliaans zoon Filips werd in 1494 meerderjarig verklaard en nam vanaf dan persoonlijk het bewind in handen, waardoor het regentschap van Maximiliaan verviel. Na het overlijden van Filips in 1506 gingen de Nederlanden en de Franche-Comté naar zijn zesjarige zoontje Karel. In 1508 hield Maximiliaan samen met zijn achtjarige kleinzoon Karel een tweedaagse Blijde Intrede in Antwerpen. Tot 1515 stond Karel onder het voogdijschap van zijn grootvader. Deze had het echter te druk met andere regeringstaken en militaire campagnes en liet zich, met instemming van de Staten-Generaal, in de Nederlanden vervangen door zijn dochter Margaretha van Oostenrijk, die daarmee de eerste landvoogdes van de Nederlanden werd. Deze functie zou ook onder Karel en zijn opvolgers blijven bestaan.
Om de toenemende druk te verminderen die ontstaan was door verdragen afgesloten tussen de heersers van Frankrijk, Polen, Hongarije, Bohemen en Rusland, pleegde Maximiliaan in juli 1515 in Wenen overleg met koning Wladislaus II van Hongarije en Bohemen en met diens broer Sigismund I van Polen. Het daar afgesproken dubbelhuwelijk (de Wiener Doppelhochzeit) tussen twee kleinkinderen van Maximiliaan (Ferdinand en Maria) en de enige kinderen van Wladislaus (Anna en Lodewijk) zorgde ervoor dat elf jaar later ook Hongarije en Bohemen toevielen aan het Huis Habsburg.

## Huwelijken en kinderen

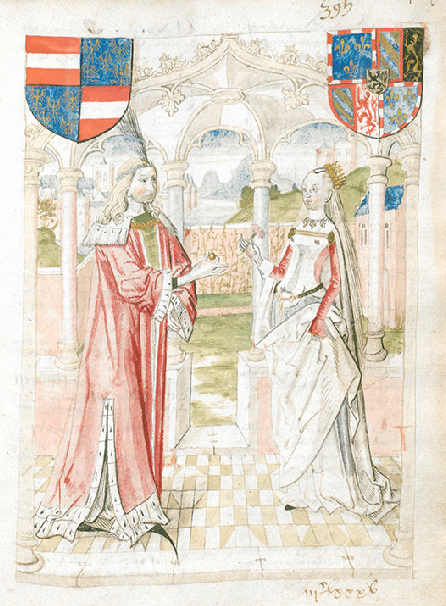
Maximiliaan biedt Maria van Bourgondië een verlovingsring aan. Miniatuur in een middeleeuwse kopie van de Excellente Kroniek van Anthonis de Roovere. Ca. 1485-1515. (Openbare Bibliotheek Brugge Ms. 437)

Op 19 augustus 1477 huwde hij te Gent met Maria van Bourgondië, de dochter van Karel de Stoute en erfgename van Bourgondië. Op 30 April 1478 werd Maximiliaan in Brugge tot ridder in de Orden van 't Gulden Vlies geslagen en daarna tot  grootmeester benoemd. Het paar kreeg drie kinderen:
- Filips de Schone (22 juni 1478 - 25 september 1506), trouwde met Johanna van Castilië
- Margaretha (10 januari 1480 - 1 december 1530), trouwde met Johan van Aragón en Filibert II van Savoye
- Francis (2 september 1481 – 26 december 1481). Begraven te Brussel, Koudenberg

Maximiliaan sloot op 22 juli 1489 een huwelijk met de handschoen met Anna van Bretagne; dit huwelijk werd voor oktober 1491 ontbonden.
Op 16 maart 1494 huwde Maximiliaan met Bianca Maria Sforza. Uit dit huwelijk werden evenmin kinderen geboren.
Naast zijn kinderen uit zijn huwelijk met Maria van Bourgondië had hij een aantal onwettige kinderen:
- Joris van Oostenrijk (Gent, 1504 - Luik, 4 mei 1557) was een zoon van Maximiliaan en Margaretha van Edelsheim. Joris werd in 1526 bisschop van Brixen, in 1538 bisschop van Valencia en in 1544 prins-bisschop van Luik.
- Leopold van Oostenrijk (ca. 1515 - Córdoba, 27 september 1557) was een zoon van Maximiliaan en Margaretha van Edelsheim. Leopold werd in 1541 bisschop van Córdoba. Hij had een natuurlijke zoon, Maximiliaan van Oostenrijk (Jaén, 13 november 1555 - Santiago de Compostela, 1 juli 1614), die in 1596 bisschop van Cadiz werd, in 1601 bisschop van Segovia en in 1603 aartsbisschop van Santiago de Compostela.
- Dorothea van Oostenrijk. Zij trouwde met Johan I van Oost-Friesland, heer van Durbuy, gouverneur der landen van Overmaas en drossaard en kastelein van Valkenburg. Anna van Oostfriesland-Durbuy, een dochter van Dorothea en Jan, trouwde met Joost van Bronckhorst-Gronsveld.
- Barbara Disquis, ('s-Hertogenbosch, 1482 - 22 september 1568) een gevolg van zijn bezoek aan 's-Hertogenbosch in 1481. Zij trad op 15-jarige leeftijd in een klooster en verbleef daar tot haar overlijden.

## Overlijden
Maximiliaan overleed in 1519 in de stad Wels in Opper-Oostenrijk. Voor zijn grafmonument in de Hofkerk in Innsbruck had hij opdracht gegeven om 40 levensgrote bronzen standbeelden te laten gieten, 28 ervan zijn ooit voltooid. Dit grafmonument bevat ook een knielend beeld van de keizer, gebeeldhouwd door de Vlaming Alexander Colyn. 
Hij werd echter bijgezet in de hofkapel van zijn geboorteplaats, Wiener Neustadt. Als keizer werd hij opgevolgd door zijn kleinzoon Karel V. Zijn eigen zoon Filips de Schone was immers al overleden in 1506.

## Kwartierstaat (voorouders)
| Leopold III van Oostenrijk (1351-1386) | Leopold III van Oostenrijk (1351-1386) | Leopold III van Oostenrijk (1351-1386) | Leopold III van Oostenrijk (1351-1386) | Leopold III van Oostenrijk (1351-1386)   | Leopold III van Oostenrijk (1351-1386)   | Viridis Visconti (1352-1414)             | Viridis Visconti (1352-1414)             | Viridis Visconti (1352-1414)             | Viridis Visconti (1352-1414)             | Viridis Visconti (1352-1414)    | Viridis Visconti (1352-1414)    |                                 |                                 | Ziemovit IV van Mazovië (ca. 1352-1425) | Ziemovit IV van Mazovië (ca. 1352-1425) | Ziemovit IV van Mazovië (ca. 1352-1425) | Ziemovit IV van Mazovië (ca. 1352-1425) | Ziemovit IV van Mazovië (ca. 1352-1425) | Ziemovit IV van Mazovië (ca. 1352-1425) | Alexandra van Litouwen (1360-1434)    | Alexandra van Litouwen (1360-1434)    | Alexandra van Litouwen (1360-1434) | Alexandra van Litouwen (1360-1434) | Alexandra van Litouwen (1360-1434) | Alexandra van Litouwen (1360-1434) |                                   |                                   | Johan I van Portugal (1357-1433)  | Johan I van Portugal (1357-1433)  | Johan I van Portugal (1357-1433) | Johan I van Portugal (1357-1433) | Johan I van Portugal (1357-1433) | Johan I van Portugal (1357-1433) | Filippa van Lancaster (1359-1415)    | Filippa van Lancaster (1359-1415)    | Filippa van Lancaster (1359-1415)    | Filippa van Lancaster (1359-1415)    | Filippa van Lancaster (1359-1415)        | Filippa van Lancaster (1359-1415)        |                                          |                                          | Ferdinand I van Aragon (1380-1416)       | Ferdinand I van Aragon (1380-1416)       | Ferdinand I van Aragon (1380-1416) | Ferdinand I van Aragon (1380-1416) | Ferdinand I van Aragon (1380-1416) | Ferdinand I van Aragon (1380-1416) | Eleonora Urraca van Castilië (1374-1435) | Eleonora Urraca van Castilië (1374-1435) | Eleonora Urraca van Castilië (1374-1435) | Eleonora Urraca van Castilië (1374-1435) | Eleonora Urraca van Castilië (1374-1435) | Eleonora Urraca van Castilië (1374-1435) |  |  |  |  |  |  |  |  |  |  |  |  |  |  |  |  |  |  |  |  |  |  |  |  |  |  |  |  |  |  |  |  |  |  |  |  |  |  |  |  |  |  |  |  |  |  |  |  |
| Leopold III van Oostenrijk (1351-1386) | Leopold III van Oostenrijk (1351-1386) | Leopold III van Oostenrijk (1351-1386) | Leopold III van Oostenrijk (1351-1386) | Leopold III van Oostenrijk (1351-1386)   | Leopold III van Oostenrijk (1351-1386)   | Viridis Visconti (1352-1414)             | Viridis Visconti (1352-1414)             | Viridis Visconti (1352-1414)             | Viridis Visconti (1352-1414)             | Viridis Visconti (1352-1414)    | Viridis Visconti (1352-1414)    |                                 |                                 | Ziemovit IV van Mazovië (ca. 1352-1425) | Ziemovit IV van Mazovië (ca. 1352-1425) | Ziemovit IV van Mazovië (ca. 1352-1425) | Ziemovit IV van Mazovië (ca. 1352-1425) | Ziemovit IV van Mazovië (ca. 1352-1425) | Ziemovit IV van Mazovië (ca. 1352-1425) | Alexandra van Litouwen (1360-1434)    | Alexandra van Litouwen (1360-1434)    | Alexandra van Litouwen (1360-1434) | Alexandra van Litouwen (1360-1434) | Alexandra van Litouwen (1360-1434) | Alexandra van Litouwen (1360-1434) |                                   |                                   | Johan I van Portugal (1357-1433)  | Johan I van Portugal (1357-1433)  | Johan I van Portugal (1357-1433) | Johan I van Portugal (1357-1433) | Johan I van Portugal (1357-1433) | Johan I van Portugal (1357-1433) | Filippa van Lancaster (1359-1415)    | Filippa van Lancaster (1359-1415)    | Filippa van Lancaster (1359-1415)    | Filippa van Lancaster (1359-1415)    | Filippa van Lancaster (1359-1415)        | Filippa van Lancaster (1359-1415)        |                                          |                                          | Ferdinand I van Aragon (1380-1416)       | Ferdinand I van Aragon (1380-1416)       | Ferdinand I van Aragon (1380-1416) | Ferdinand I van Aragon (1380-1416) | Ferdinand I van Aragon (1380-1416) | Ferdinand I van Aragon (1380-1416) | Eleonora Urraca van Castilië (1374-1435) | Eleonora Urraca van Castilië (1374-1435) | Eleonora Urraca van Castilië (1374-1435) | Eleonora Urraca van Castilië (1374-1435) | Eleonora Urraca van Castilië (1374-1435) | Eleonora Urraca van Castilië (1374-1435) |  |  |  |  |  |  |  |  |  |  |  |  |  |  |  |  |  |  |  |  |  |  |  |  |  |  |  |  |  |  |  |  |  |  |  |  |  |  |  |  |  |  |  |  |  |  |  |  |
|                                        |                                        |                                        |                                        |                                          |                                          |                                          |                                          |                                          |                                          |                                 |                                 |                                 |                                 |                                         |                                         |                                         |                                         |                                         |                                         |                                       |                                       |                                    |                                    |                                    |                                    |                                   |                                   |                                   |                                   |                                  |                                  |                                  |                                  |                                      |                                      |                                      |                                      |                                          |                                          |                                          |                                          |                                          |                                          |                                    |                                    |                                    |                                    |                                          |                                          |                                          |                                          |                                          |                                          |  |  |  |  |  |  |  |  |  |  |  |  |  |  |  |  |  |  |  |  |  |  |  |  |  |  |  |  |  |  |  |  |  |  |  |  |  |  |  |  |  |  |  |  |  |  |  |  |
|                                        |                                        |                                        |                                        | Ernst I van Oostenrijk (1377-1424)       | Ernst I van Oostenrijk (1377-1424)       | Ernst I van Oostenrijk (1377-1424)       | Ernst I van Oostenrijk (1377-1424)       | Ernst I van Oostenrijk (1377-1424)       | Ernst I van Oostenrijk (1377-1424)       |                                 |                                 |                                 |                                 |                                         |                                         | Cymburgis van Mazovië (ca. 1394−1429)   | Cymburgis van Mazovië (ca. 1394−1429)   | Cymburgis van Mazovië (ca. 1394−1429)   | Cymburgis van Mazovië (ca. 1394−1429)   | Cymburgis van Mazovië (ca. 1394−1429) | Cymburgis van Mazovië (ca. 1394−1429) |                                    |                                    |                                    |                                    |                                   |                                   |                                   |                                   |                                  |                                  | Eduard van Portugal (1391-1438)  | Eduard van Portugal (1391-1438)  | Eduard van Portugal (1391-1438)      | Eduard van Portugal (1391-1438)      | Eduard van Portugal (1391-1438)      | Eduard van Portugal (1391-1438)      |                                          |                                          |                                          |                                          |                                          |                                          | Eleonora van Aragón (1402-1445)    | Eleonora van Aragón (1402-1445)    | Eleonora van Aragón (1402-1445)    | Eleonora van Aragón (1402-1445)    | Eleonora van Aragón (1402-1445)          | Eleonora van Aragón (1402-1445)          |                                          |                                          |                                          |                                          |  |  |  |  |  |  |  |  |  |  |  |  |  |  |  |  |  |  |  |  |  |  |  |  |  |  |  |  |  |  |  |  |  |  |  |  |  |  |  |  |  |  |  |  |  |  |  |  |
|                                        |                                        |                                        |                                        | Ernst I van Oostenrijk (1377-1424)       | Ernst I van Oostenrijk (1377-1424)       | Ernst I van Oostenrijk (1377-1424)       | Ernst I van Oostenrijk (1377-1424)       | Ernst I van Oostenrijk (1377-1424)       | Ernst I van Oostenrijk (1377-1424)       |                                 |                                 |                                 |                                 |                                         |                                         | Cymburgis van Mazovië (ca. 1394−1429)   | Cymburgis van Mazovië (ca. 1394−1429)   | Cymburgis van Mazovië (ca. 1394−1429)   | Cymburgis van Mazovië (ca. 1394−1429)   | Cymburgis van Mazovië (ca. 1394−1429) | Cymburgis van Mazovië (ca. 1394−1429) |                                    |                                    |                                    |                                    |                                   |                                   |                                   |                                   |                                  |                                  | Eduard van Portugal (1391-1438)  | Eduard van Portugal (1391-1438)  | Eduard van Portugal (1391-1438)      | Eduard van Portugal (1391-1438)      | Eduard van Portugal (1391-1438)      | Eduard van Portugal (1391-1438)      |                                          |                                          |                                          |                                          |                                          |                                          | Eleonora van Aragón (1402-1445)    | Eleonora van Aragón (1402-1445)    | Eleonora van Aragón (1402-1445)    | Eleonora van Aragón (1402-1445)    | Eleonora van Aragón (1402-1445)          | Eleonora van Aragón (1402-1445)          |                                          |                                          |                                          |                                          |  |  |  |  |  |  |  |  |  |  |  |  |  |  |  |  |  |  |  |  |  |  |  |  |  |  |  |  |  |  |  |  |  |  |  |  |  |  |  |  |  |  |  |  |  |  |  |  |
|                                        |                                        |                                        |                                        |                                          |                                          |                                          |                                          |                                          |                                          | Keizer Frederik III (1415-1493) | Keizer Frederik III (1415-1493) | Keizer Frederik III (1415-1493) | Keizer Frederik III (1415-1493) | Keizer Frederik III (1415-1493)         | Keizer Frederik III (1415-1493)         |                                         |                                         |                                         |                                         |                                       |                                       |                                    |                                    |                                    |                                    |                                   |                                   |                                   |                                   |                                  |                                  |                                  |                                  |                                      |                                      |                                      |                                      | Eleonora Helena van Portugal (1434-1467) | Eleonora Helena van Portugal (1434-1467) | Eleonora Helena van Portugal (1434-1467) | Eleonora Helena van Portugal (1434-1467) | Eleonora Helena van Portugal (1434-1467) | Eleonora Helena van Portugal (1434-1467) |                                    |                                    |                                    |                                    |                                          |                                          |                                          |                                          |                                          |                                          |  |  |  |  |  |  |  |  |  |  |  |  |  |  |  |  |  |  |  |  |  |  |  |  |  |  |  |  |  |  |  |  |  |  |  |  |  |  |  |  |  |  |  |  |  |  |  |  |
|                                        |                                        |                                        |                                        |                                          |                                          |                                          |                                          |                                          |                                          | Keizer Frederik III (1415-1493) | Keizer Frederik III (1415-1493) | Keizer Frederik III (1415-1493) | Keizer Frederik III (1415-1493) | Keizer Frederik III (1415-1493)         | Keizer Frederik III (1415-1493)         |                                         |                                         |                                         |                                         |                                       |                                       |                                    |                                    |                                    |                                    |                                   |                                   |                                   |                                   |                                  |                                  |                                  |                                  |                                      |                                      |                                      |                                      | Eleonora Helena van Portugal (1434-1467) | Eleonora Helena van Portugal (1434-1467) | Eleonora Helena van Portugal (1434-1467) | Eleonora Helena van Portugal (1434-1467) | Eleonora Helena van Portugal (1434-1467) | Eleonora Helena van Portugal (1434-1467) |                                    |                                    |                                    |                                    |                                          |                                          |                                          |                                          |                                          |                                          |  |  |  |  |  |  |  |  |  |  |  |  |  |  |  |  |  |  |  |  |  |  |  |  |  |  |  |  |  |  |  |  |  |  |  |  |  |  |  |  |  |  |  |  |  |  |  |  |
|                                        |                                        |                                        |                                        |                                          |                                          |                                          |                                          |                                          |                                          |                                 |                                 |                                 |                                 |                                         |                                         |                                         |                                         |                                         |                                         |                                       |                                       |                                    |                                    |                                    |                                    |                                   |                                   |                                   |                                   |                                  |                                  |                                  |                                  |                                      |                                      |                                      |                                      |                                          |                                          |                                          |                                          |                                          |                                          |                                    |                                    |                                    |                                    |                                          |                                          |                                          |                                          |                                          |                                          |  |  |  |  |  |  |  |  |  |  |  |  |  |  |  |  |  |  |  |  |  |  |  |  |  |  |  |  |  |  |  |  |  |  |  |  |  |  |  |  |  |  |  |  |  |  |  |  |
|                                        |                                        |                                        |                                        |                                          |                                          |                                          |                                          |                                          |                                          |                                 |                                 |                                 |                                 |                                         |                                         |                                         |                                         |                                         |                                         |                                       |                                       |                                    |                                    |                                    |                                    |                                   |                                   |                                   |                                   |                                  |                                  |                                  |                                  |                                      |                                      |                                      |                                      |                                          |                                          |                                          |                                          |                                          |                                          |                                    |                                    |                                    |                                    |                                          |                                          |                                          |                                          |                                          |                                          |  |  |  |  |  |  |  |  |  |  |  |  |  |  |  |  |  |  |  |  |  |  |  |  |  |  |  |  |  |  |  |  |  |  |  |  |  |  |  |  |  |  |  |  |  |  |  |  |
|                                        |                                        |                                        |                                        | Christophorus van Oostenrijk (1455-1456) | Christophorus van Oostenrijk (1455-1456) | Christophorus van Oostenrijk (1455-1456) | Christophorus van Oostenrijk (1455-1456) | Christophorus van Oostenrijk (1455-1456) | Christophorus van Oostenrijk (1455-1456) |                                 |                                 |                                 |                                 | Keizer Maximiliaan I (1459-1519)        | Keizer Maximiliaan I (1459-1519)        | Keizer Maximiliaan I (1459-1519)        | Keizer Maximiliaan I (1459-1519)        | Keizer Maximiliaan I (1459-1519)        | Keizer Maximiliaan I (1459-1519)        |                                       |                                       |                                    |                                    | Helena van Oostenrijk (1460-1461)  | Helena van Oostenrijk (1460-1461)  | Helena van Oostenrijk (1460-1461) | Helena van Oostenrijk (1460-1461) | Helena van Oostenrijk (1460-1461) | Helena van Oostenrijk (1460-1461) |                                  |                                  |                                  |                                  | Cunigonde van Oostenrijk (1465-1520) | Cunigonde van Oostenrijk (1465-1520) | Cunigonde van Oostenrijk (1465-1520) | Cunigonde van Oostenrijk (1465-1520) | Cunigonde van Oostenrijk (1465-1520)     | Cunigonde van Oostenrijk (1465-1520)     |                                          |                                          |                                          |                                          | Johan van Oostenrijk (1466-1467)   | Johan van Oostenrijk (1466-1467)   | Johan van Oostenrijk (1466-1467)   | Johan van Oostenrijk (1466-1467)   | Johan van Oostenrijk (1466-1467)         | Johan van Oostenrijk (1466-1467)         |                                          |                                          |                                          |                                          |  |  |  |  |  |  |  |  |  |  |  |  |  |  |  |  |  |  |  |  |  |  |  |  |  |  |  |  |  |  |  |  |  |  |  |  |  |  |  |  |  |  |  |  |  |  |  |  |

## Trivia
- De Amsterdamse Keizersgracht is vernoemd naar Maximiliaan.
- In 1492 schenkt de keizer nog in te polderen land aan zijn secretaris Gerard Numan, inclusief de ambachtsheerlijke rechten.

Keizer Maximiliaan I
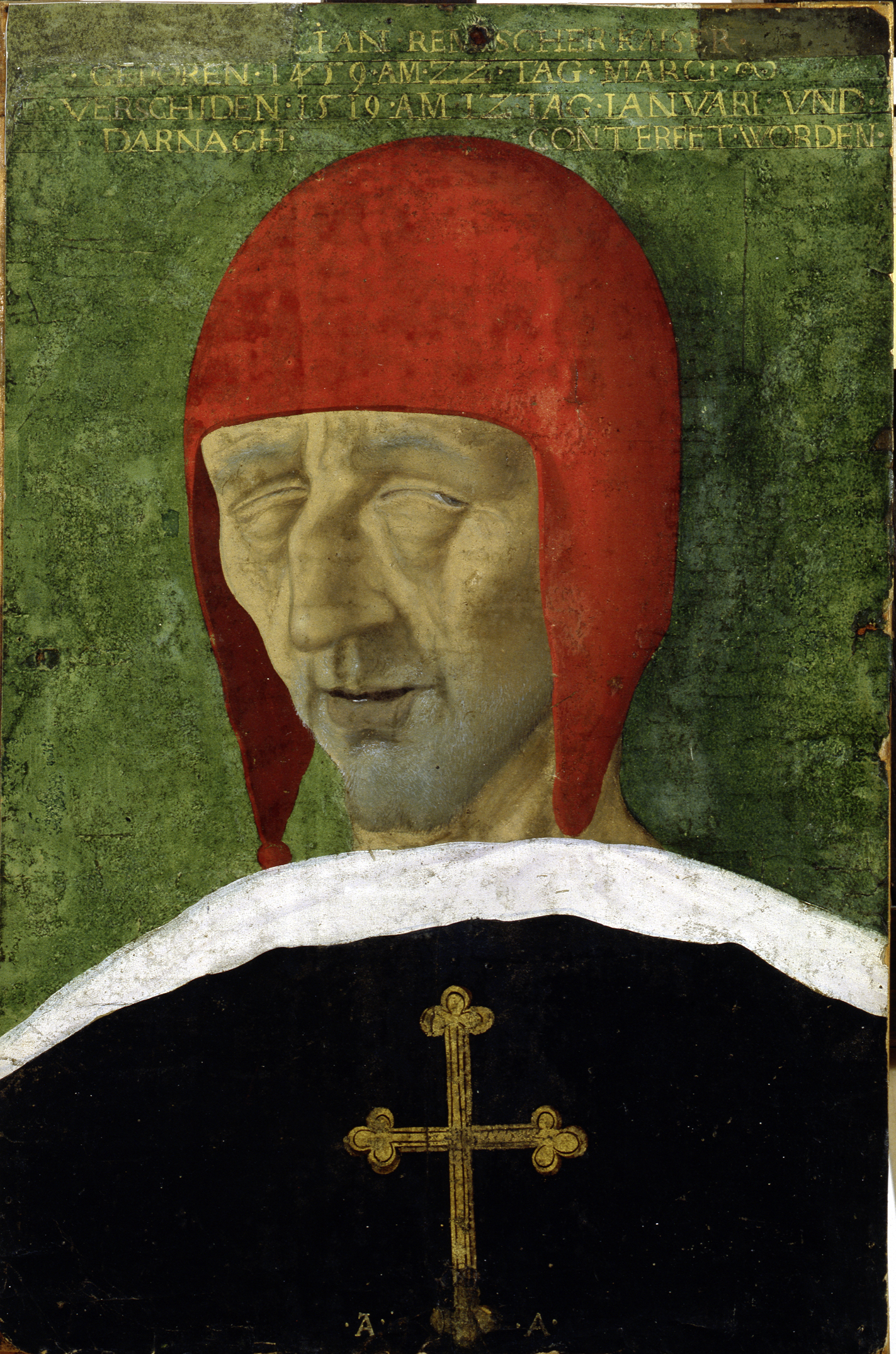
Doodsportret (1519)

- Bibsys: 90579396
- Biblioteca Nacional de Chile: 000666464
- Biblioteca Nacional de España: XX1307218
- Bibliothèque nationale de France: cb12459616c (data)
- Biografisch Portaal: 18785583
- CiNii: DA03525452
- Gemeinsame Normdatei: 118579371
- Historisch woordenboek van Zwitserland: 029210
- International Standard Name Identifier: 0000 0001 2143 0518
- Library of Congress Control Number: n50009068
- Nationale Bibliotheek van Letland: 000180565
- MusicBrainz: d435d65b-1b61-4d5e-89bb-01467baa433e
- Bibliotheek van het Japanse parlement: 00621094
- Nationale Bibliotheek van Tsjechië: jn20000701191
- Nationale bibliotheek van Australië: 35528335
- Nationale Bibliotheek van Israël: 987007265141405171
- Nationale Bibliotheek van Polen: a0000001221240
- Nationale en Universitaire bibliotheek Zagreb: 000056851
- Nederlandse Thesaurus van Auteursnamen: 068271786
- Réseau des bibliothèques de Suisse occidentale: 02-A012372212
- RKD-Nederlands Instituut voor Kunstgeschiedenis: 490206
- LIBRIS: 207550
- Système universitaire de documentation: 028187466
- Trove: 985628
- Union List of Artist Names: 500260809
- Virtual International Authority File: 89630443
- WorldCat: E39PCjxWTFv6dpPdXMbCf39XcX

vet = keizer · cursief = tegenkoning · 1 = medekoning (in een deelrijk) · 2 = afkomstig uit een andere dynastie